# Telewizja cyfrowa
Telewizja cyfrowa – metoda transmisji sygnału telewizyjnego w postaci sygnału cyfrowego do odbiorników indywidualnych, np. odbiorników satelitarnych. Dzięki cyfrowej kompresji obrazu i dźwięku (w systemie MPEG-2 oraz MPEG-4) umożliwia przesłanie od 4 do 16 razy więcej programów telewizyjnych, niż w przypadku telewizji analogowej przy wykorzystaniu podobnego pasma.
Pierwszy telewizor cyfrowy na świecie zaprezentowano w 1981 r. w Niemczech.

## Usługi dodatkowe
Transmisja cyfrowa umożliwiła łatwe dodanie szeregu usług dodatkowych, jak:
- informacje o nadawanych programach (EPG – elektroniczny przewodnik po programach);
- automatyczne wyszukiwanie programów;
- kilka wersji językowych, możliwych do wyboru na jednym kanale telewizyjnym;
- wybór trybu audio (mono, stereo, AC-3, E-AC-3 itp.);
- napisy ekranowe;
- kodowanie kanałów w celu ograniczenia kręgu uprawnionych odbiorców (telewizja płatna);
- telewizja interaktywna;
- przeprowadzanie ankiet, telebanking itp. dzięki kanałowi zwrotnemu;
- kontrola rodzicielska.

W zależności od wykorzystywanego medium transmisyjnego, telewizja cyfrowa może być nadawana jako telewizja satelitarna (DVB-S, DVB-S2), telewizja naziemna (DVB-T, DVB-T2), telewizja kablowa (DVB-C, DVB-C2), telewizja mobilna (DVB-H).